# Marija Alfredowna Glasowskaja
Marija Alfredowna Glasowskaja (russisch Мария Альфредовна Глазовская; * 13. Januarjul. / 26. Januar 1912greg. in St. Petersburg; † 20. November 2016 in Moskau) war eine sowjetisch-russische Bodenwissenschaftlerin, Geochemikerin und Hochschullehrerin.

## Leben
Die Arzttochter Glasowskaja besuchte in Kolpino die Mittelschule mit Abschluss 1929 und begann anschließend das Studium am Leningrader Landwirtschaftsinstitut. Nach einem Jahr wechselte sie an die Universität Leningrad (LGU) in die Fakultät für Bodengeographie. 1934 schloss sie das Studium als Bodenkunde-Spezialistin ab und begann die Aspirantur im Forschungsinstitut für Wirtschaftsgeographie der LGU bei Boris Borissowitsch Polynow. 1937 wurde sie nach Verteidigung ihrer Kandidat-Dissertation zur Kandidatin der geographischen Wissenschaften promoviert. Sie war nun Assistentin am Lehrstuhl für Bodengeographie der Fakultät für Geographie der LGU und beteiligte sich an den Expeditionen des Moskauer Dokutschajew-Instituts für Bodenkunde der Akademie der Wissenschaften der UdSSR (AN-SSSR, seit 1991 Russische Akademie der Wissenschaften (RAN)).
1939–1952 lebte Glasowskaja in Alma-Ata. Sie leitete den Sektor Bodengenese des Instituts für Bodenkunde der Akademie der Wissenschaften der Kasachischen Sozialistischen Sowjetrepublik und lehrte Bodenkunde und Bodengeographie am Kasachischen Pädagogischen Institut.
1952 kehrte Glasowskaja nach Moskau zurück und arbeitete bis 1956 im Institut für Geographie der AN-SSSR. Dazu wurde sie 1952 Dozentin der Fakultät für Geographie der Lomonossow-Universität Moskau (MGU). Nach Verteidigung ihrer Doktor-Dissertation über den Tian Shan wurde sie 1953 zur Doktorin der geographischen Wissenschaften promoviert. 1954 folgte die Ernennung zur Professorin mit Leitung des Lehrstuhls für Physische Geographie. Ab 1959 leitete sie den Lehrstuhl für Geochemie der Landschaften und Bodengeographie. Sie hielt Vorlesungen über Grundlagen der Bodenkunde und Bodengeographie, die Böden der Welt, Geochemie der Landschaften der UdSSR, geochemische Funktionen von Mikroorganismen und Geochemie natürlicher und künstlicher Landschaften. Zu ihren Schülern gehörten Walerian Afanasjewitsch Snytko und Igor Wassiljewitsch Iwanow. Sie arbeitete mit der Geologin Wera Florowskaja (1912–2018) zusammen.
1968 nahm Glasowskaja am IX. World Congress of Soil Science in Adelaide teil. Dort beteiligte sie sich an bodenkundlichen Expeditionen und verwertete die Ergebnisse in ihren Vorlesungen. 1987 ging sie in den Ruhestand und war beratende Professorin. Sie war Mitglied der Russischen Geographischen Gesellschaft und der Dokutschajew-Gesellschaft der Bodenwissenschaftler. Sie war korrespondierendes Mitglied der International Commission for the use of land und Mitglied des Advisory Committee der Ernährungs- und Landwirtschaftsorganisation der Vereinten Nationen.
Glasowskaja war verheiratet mit Witali Gordijenko, der zu Beginn des Deutsch-Sowjetischen Kriegs als Soldat der Roten Armee in der Festung Brest starb. Der Ökologe Nikita Fjodorowitsch Glasowski  und der Glaziologe Andrei Fjodorowitsch Glasowski waren ihre Söhne.

## Ehrungen, Preise
- Medaille „Für heldenmütige Arbeit im Großen Vaterländischen Krieg 1941–1945“ (1945)
- Ehrenzeichen der Sowjetunion (1961)
- Lomonossow-Preis der MGU (1967)
- Orden des Roten Banners der Arbeit (1971)
- Verdiente Wissenschaftlerin der RSFSR (1978)
- Anutschin-Preis der MGU (1983)
- Medaille „Veteran der Arbeit“ (1984)
- Staatspreis der UdSSR (1987)[2]
- Dokutschajew-Goldmedaille der RAN (1990)[6]
- Verdiente Professorin der MGU (1994)[1]
- Legende der Russischen Geographischen Gesellschaft (2014)